# قائمة أفلام زومبي

ملصق فيلم حرب الزومبي العالمية عام 2013، أكبر ميزانية الإنتاج من بين أفلام الزومبي 190 مليون دولار، إخراج مارك فورستر بطولة براد بيت وميريل اينوس ودانييلا كيرتيس

هذه قائمة أفلام زومبي هي مخلوقات خيالية عادة ما يتم تصويرها على أنها جثث متجددة أو كائنات بشرية مصابة بالفيروس. وعادة ما يتم تصويرها على أنها آكلة لحوم البشر في الطبيعة. بينما تندرج أفلام الزومبي بشكل عام في هذا النوع من الرعب، يتقاطع البعض مع الأنواع الأخرى، مثل الكوميديا أو الخيال العلمي أو الإثارة أو الرومانسية. تطورت أنواع فرعية متميزة، مثل «كوميديا الزومبي» أو «زومبي نهاية العالم». تختلف الزومبي عن الأشباح، الغول، المومياوات، وحوش فرانكشتاين أو مصاصي الدماء، لذلك لا تتضمن هذه القائمة الأفلام المخصصة لهذه الأنواع.
أصدر فيكتور هالبيرين فيلم وايت زومبي في عام 1932 وكثيرا ما يستشهد به كأول فيلم زومبي.

## قائمة الأفلام
| عام  | عنوان                        | مخرج                              | ملاحظات                                                  | المراجع            |
| ---- | ---------------------------- | --------------------------------- | -------------------------------------------------------- | ------------------ |
| 1980 | موت كائن فضائي               | فريد أولين راي                    |                                                          | [ 4 ] [ 5 ]        |
| 2002 | بعد 28 يوما                  | داني بويل                         |                                                          | [ 6 ] [ 7 ]        |
| 2004 | ظهور الموتى                  | زاك سنايدر                        |                                                          | [ 8 ] [ 9 ] [ 10 ] |
| 2005 | يوم كل النفوس                | جيريمي كاستن                      |                                                          | [ 11 ]             |
| 2006 | بعد المغيب                   | كريستوفر ابرام ومايكل دبليو براون |                                                          | [ 12 ]             |
| 2006 | الطاعون الثامن               | فرانكلين غيريرو جونيور            |                                                          |                    |
| 2007 | زومبي أمريكي                 | غريس لي                           |                                                          | [ 13 ]             |
| 2007 | بعد 28 أسبوع (فيلم)          | خوان كارلوس فريسناديو             | تتمة فيلم بعد 28 يوما (فيلم)                             | [ 6 ]              |
| 2008 | يوم الموتى                   | ستيف مينر                         |                                                          |                    |
| 2012 | أبراهام لنكولن ضد الزومبي    | ريتشارد شينكمان                   | الفيلم عمل ساخر من فيلم ابراهام لنكولن: صياد مصاص الدماء | [ 14 ]             |
| 2012 | مغامرات مذهلة للجثة الحية    | جاستن بول ريتر                    |                                                          | [ 15 ]             |
| 2013 | 13 غريب                      | لويل دين                          |                                                          |                    |
| 2016 | غضب الأموات                  | فرانشيسكو بيكون                   |                                                          | [ 16 ]             |
| 2018 | آنا ونهاية العالم            | جون ماكفيل                        |                                                          | [ 17 ]             |
| 2018 | يوم الموتى: بلود لاين (فيلم) | هيكتور هيرنانديز فيسينس           |                                                          | [ 18 ]             |
| 2018 | زومبي (فيلم 2018)            | بول هوين                          |                                                          | [ 19 ] [ 20 ]      |